# Kunsziget
Kunsziget è un comune di 1 227 abitanti situato nella contea di Győr-Moson-Sopron, nell'Ungheria nordoccidentale.